# Rhizosmilia elata
Espèce
Statut CITES
Rhizosmilia elata est une espèce de coraux appartenant à la famille des Caryophylliidae.